# لیلا فرناندز
لیلاه فرناندز (انگلیسی: Leylah Fernandez؛ زادهٔ ۶ سپتامبر ۲۰۰۲) تنیس‌باز اهل کانادا است.